# Francisco Landa Zárate
Francisco Landa Zárate (Santiago, 24 de octubre de 1866 - ibíd, 28 de junio de 1945) fue un médico cirujano y político chileno, miembro del Partido Demócrata. Se desempeñó como ministro de Estado durante el gobierno del presidente Juan Luis Sanfuentes y la vicepresidencia de Abraham Oyanedel.

## Familia y estudios
Nació en Santiago de Chile el 24 de octubre de 1866, hijo de Francisco de Paula Landa y de Beatriz Zárate. Sus estudios primarios los realizó en el Colegio del Salvador de Rozas Carreño; y los secundarios en el Instituto Nacional. Continuó los superiores en la Escuela de Medicina de la Universidad de Chile, donde se recibió de médico cirujano el 20 de marzo de 1893, con la tesis Relación que existe entre la facultad respiratoria y en la acumulación de gases en el organismo.
Se casó con Adelaida Terroni, con quien tuvo tres hijos: Francisco, Beatriz y Agustín.

## Actividad profesional
Su apostolado médico lo ejerció en condiciones que muchos lo consideraron un filántropo y un benefactor social. Se desempeñó como médico cirujano del regimiento de Mulchén en 1891 y del Instituto Médico Legal desde 1916 hasta 1918. Seguidamente, fue inspector sanitario de la Municipalidad de Santiago en 1918; director nacional del Instituto Médico Legal en 1924; y vocal de la Junta de Vacunación de Conchalí, en abril de 1931.
En la Universidad de Chile, fue ayudante de anatomía patológica durante el periodo 1892-1894, jefe suplente del curso de matronas abril 1905, y profesor de histología.
Por otra parte, fue miembro de diversos gremios entre los que destacan: la Asociación de Empleados de Comercio dw Chile; el Centro Vasco de Santiago; la Sociedad Científica de Chile; la Sociedad Médica de Chile; el Consejo Superior de Habitaciones para Obreros; el Consejo Superior de Higiene (1894-1924); el Consejo de enseñanza de Profesor de niños; la Comisión de Enseñanza Comercial (1922-1925); la Liga contra el Alcoholismo; y la Liga Chilena de Higiene Social. Fue además, director de la «Unión Comercial», en varios períodos.
Fue colaborador de varios periódicos, ejerció como director y redactor de La Reforma en 1916.

## Actividad política
Militó en el Partido Demócrata, siendo su presidente y director general la colectividad en Talca, en 1929. Su primer cargo en la administración pública fue el de regidor de Santiago entre 1894 y 1897.
Posteriormente, fue elegido como diputado por Santiago por el período legislativo 1901-1903, incorporándose el 19 de abril de 1901, en reemplazo de Joaquín Walker Martínez. Integró la Comisión de Hacienda e Industria y la Comisión de Beneficencia y Culto.
Durante el gobierno del presidente Juan Luis Sanfuentes, fue nombrado como ministro de Industrias, Obras Públicas y Ferrocarriles, ejerciendo el cargo entre el 18 de enero y el 22 de abril de 1918. Simultáneamente asumió, en calidad de subrogante, como ministro de Guerra y Marina, entre los días 18 y 22 de febrero; y, entre los días 15 y 22 de abril de 1918. Cinco meses después volvería a ejercer la cartera de Industrias, Obras Públicas y Ferrocarriles, desde el 6 de septiembre hasta el 25 de noviembre de 1918.
Durante ese año, también, abordó un tema de alta trascendencia como ser la emisión de bonos para implantar la enseñanza industrial en el país, propuesta que fue aprobada por el Consejo de Ministros y enviada al Congreso Nacional.
Fue rector de la Universidad Popular del Trabajo en 1924.
Bajo la presidencia provisional de Abraham Oyanedel Urrutia, fue nombrado como ministro del Trabajo, ejerciendo el cargo entre el 3 de octubre y el 24 de diciembre de 1932.
Falleció en su ciudad natal, el 28 de junio de 1945.